# Kyl-Bingaman Amendment
Das Kyl-Bingaman Amendment (Public Law 104-201, Section 1064) ist eine US-amerikanische Rechtsvorschrift. Sie wurde mit dem Militärbudget (National Defense Authorization Act) für das Jahr 1997 in Kraft gesetzt.
Die Vorschrift verbietet es US-Behörden, die Beschaffung oder Verbreitung von Satellitenbildern von Israel und den besetzten Gebieten in hoher Auflösung zu erlauben, sofern es sich nicht um eine US-Bundesstelle handelt, oder die Geheimhaltung solcher Aufnahmen aufzuheben:

„SEC. 1064. PROHIBITION ON COLLECTION AND RELEASE OF DETAILED SATELLITE IMAGERY RELATING TO ISRAEL.
(a) COLLECTION AND DISSEMINATION- A department or agency of the United States may issue a license for the collection or dissemination by a non-Federal entity of satellite imagery with respect to Israel only if such imagery is no more detailed or precise than satellite imagery of Israel that is available from commercial sources.
(b) DECLASSIFICATION AND RELEASE- A department or agency of the United States may declassify or otherwise release satellite imagery with respect to Israel only if such imagery is no more detailed or precise than satellite imagery of Israel that is available from commercial sources.“

Das Kyl-Bingaman Amendment ist nach den Senatoren Jon Kyl und Jeff Bingaman benannt.